# Douglas C-54 Skymaster
Douglas C-54 Skymaster je četvero-motorni transportni zrakoplov kojeg je Ratno zrakoplovstvo SAD-a koristilo tijekom i poslije Drugog svjetskog rata. Kao i Skytrain C-47, C-54 Skymaster je nastao na osnovama civilnog linijskog putničkog aviona Douglasa DC-4.

## Operativna povijest
C-54 je Ratno zrakoplovstvo SAD-a počelo koristiti 1942. godine prevozeći do 26 putnika (kasnije inačice mogle su prevesti do 50 putnika.) Pod oznakom R5D avion je koristila i Ratna mornarica SAD-a. Bio je jedan od najčešće korištenih dugodoletnih aviona u službi oružanih snaga SAD-a u Drugom svjetskom ratu. 515 C-54 su proizvedeni u Santa Monici (Kalifornija) a 655 ih je proizvedeno u Chicagu. I nakon Drugog svjetskog rata C-54 nastavlja svoju ulogu glavnog aviona za uspostavu zračnih mostova.
23. srpnja 1954. civilni linijski putnički Douglas C-54 aviotvrtke Cathay Pacific Airways (registracije VR-HEU), na letu iz Bangkoka u Hong Kong, oborio je kod otoka Hainan kineski lovac Lavochkin La-7. Poginulo je svih 10 osoba u avionu.
Više od 300 C-54 i R5D bili su uključeni u akciji Berlinski zračni most 1948. godine a korišten je u zračnom mostu tijekom korejskog rata. Nakon korejskog rata C-54 je bio zamijenjen s Douglas C-124 Globemaster II ali je nastavio letiti za Ratno zrakoplovstvo SAD-a do 1972. godine.
C-54 je bio osobni zrakoplov Franklin D. Roosevelta, Douglas MacArthura i Winston Churchilla. Koristile su ga i Kraljevske zračne snage (RAF), Ratno zrakoplovstvo Južne Afrike, Ratno zrakoplovstvo Kanade, Ratno zrakoplovstvo Francuske kao i još najmanje 12 oružanih snaga drugih nacija.

## Tehničke karakteristike (C-54G)
Osnovne karakteristike
- posada: 4
- kapacitet: 50 vojnika
- dužina: 28,6 m
- raspon krila: 35,8 m
- površina krila: 136 m2
- visina: 8,38 m

Letne karakteristike
- najveća brzina: 442 km/h
- ekonomska brzina: 310 km/h
- dolet: 6.400 km
- najveća visina leta: 6.800 m
- specifično opterećenje krila: 207 kg/m2
- motor: 4 x Pratt & Whitney R-2000-9 radialna motora

## Vanjske poveznice
- C-54 Skymaster - warbirdalley.com